# 水晶瓶塞
《水晶瓶塞》（法語：Le Bouchon de cristal）是1912年法國小說，為莫理斯·盧布朗的亞森·羅蘋系列小說之一。於1912年9月25日至11月12日間在《新聞報》連載。
本作借鑒了愛倫坡小說《失竊的信》中的概念，即是將要藏匿的重要物品藏在十分顯眼之處，反而容易讓他人找不到。

## 情節簡介
世紀大盜亞森·羅蘋帶著兩名同夥吉爾貝爾和沃什瑞到多布雷克議員家中行竊，但計畫意外失敗，兩名同夥被警方逮捕，很快就會被送上斷頭台。為了救出同夥，羅蘋必須要取得多布雷克議員手中持有的一份名單，多布雷克一直利用這份名單來敲詐勒索名單中的人，而這份名單可能藏於一個水晶瓶塞內。吉爾貝爾的母親克拉蕾絲救子心切，也與羅蘋合作......。

## 改編作品
- 1971年，電視劇《亞森·羅蘋》第一季第一集。

## 外部連結
- The Crystal Stopper - 古腾堡计划